# Ansigtstyven II
Ansigtstyven II er en dansk spillefilm fra 1910 instrueret af Gunnar Helsengreen efter manuskript af Aage Garde.
Filmen er i DFI's filmdatabase optaget som Ansigtstyven II og angivet at have haft premiere i Aarhus den 5. december 1910 og i øvrigt med samme medvirkende som i filmen Ansigtstyven, der havde premiere fem uger inden i Løvebiografen i København. 

## Medvirkende
- Aage Garde, Konsul Bjørn/Ansigtstyven
- Jenny Roelsgaard, Konsulens hustru
- Marie Niedermann, "Dansemusen"
- Aage Schmidt, "Pariserdrengen"
- Martha Helsengreen